# Prinzip des Gemeineigentums
Dieser Artikel wurde aufgrund inhaltlicher und/oder formaler Mängel auf der Qualitätssicherungsseite des Portals Wirtschaft eingetragen. 
Du kannst helfen, indem du die dort genannten Mängel beseitigst oder dich an der Diskussion beteiligst.
Das Prinzip des Gemeineigentums beschreibt in den Wirtschaftswissenschaften eine Situation, in der die Produktionsmittel vergesellschaftet sind, das heißt jegliches Privateigentum an Produktionsmitteln ist aufgehoben.

## Wirtschaftsordnungen

### Marktwirtschaft
In Marktwirtschaften ist das Prinzip des Gemeineigentums neben dem Organprinzip und dem Prinzip der Gemeinnützigkeit ein konstitutives Merkmal öffentlicher Betriebe und Verwaltungen.

### Zentralverwaltungswirtschaft
In Zentralverwaltungswirtschaften gilt das Prinzip des Gemeineigentums stattdessen in der Regel gegenüber sämtlichen Betrieben. Es ist nach Erich Gutenberg neben dem Organprinzip und dem Prinzip der zentralen Planerfüllung ein konstitutives Merkmal öffentlicher Betriebe und Verwaltungen eines zentral geleiteten Systems. Das Prinzip des Gemeineigentums ist in Zentralverwaltungswirtschaften von besonderer Bedeutung, da sich daraus der gesellschaftliche Anspruch auf Mitbestimmung ableiten lässt.